# VEF Pacy
Pacy Vallée-d’Eure Football war ein französischer Fußballverein aus Pacy-sur-Eure in der Normandie.
Der Verein war aus dem 1932 gegründeten Club de Football, dem der katholischen Sportbewegung zugehörigen Étoile Sportive de la Vallée d’Eure (gegründet 1940) sowie der 1950 entstandenen Betriebssportgemeinschaft Télé-Ménilles Sports hervorgegangen. Bei deren Fusion 1963 erhielt er den Namen Entente Sportive de la Vallée d’Eure und nahm 1998 seinen heutigen Namen an. Die Vereinsfarben waren Himmelblau, Weiß und Schwarz, die Ligamannschaft spielte im Stade Pacy-Ménilles, das Platz für 2.000 Zuschauer bot.
Im Sommer 2011 wurde Pacy wegen Überschuldung in die vierte Liga (Championnat de France Amateur) zurückgestuft. Am 2. Juli 2012 ging der Verein insolvent und wurde aufgelöst. Das Trainerteam und der Großteil der Spieler schloss sich dem Nachfolgerverein Racing Club Pacy Ménilles an, der 2013/14 in der Division d’Honneur spielt.

## Ligazugehörigkeit
Profistatus hat der Klub bisher noch nie besessen, ebenso wenig erstklassig (Division 1, seit 2002 in Ligue 1 umbenannt) gespielt.

## Bekannte Personen
- Laurent Fournier, Trainer 2002/03
- Chérif Oudjani, Spieler 2001